# Hyehwa (metropolitana di Seul)
Hyehwa (혜화역 - 惠化驛, Hyehwa-yeok) è una stazione della metropolitana di Seul servita dalla linea 4 della metropolitana di Seul. Si trova nel quartiere di Jongno-gu, nel centro della città sudcoreana.

## Linee
Seoul Metro
● Linea 4 (Codice: 420)

## Struttura
La stazione è costituita da due marciapiedi laterali con due binari passanti sotterranei, protetti da porte di banchina a piena altezza.
Linea 4
| Direzione Danggogae | ● Linea 4 | per Changdong, Nowon e Danggogae                       |
| Direzione centro    | ● Linea 4 | per Chungmuro, Seul, Sadang, Geumjeong, Jungang e Oido |

## Stazioni adiacenti
| «                  | Servizio | »          |
| Linea 4            | Linea 4  | Linea 4    |
| ------------------ | -------- | ---------- |
| Università Hansung | -        | Dongdaemun |